# Große Sattelmuschel
Die Große Sattelmuschel (Pododesmus patelliformis, Syn.: Anomia patelliformis, Monia patelliformis) ist eine Muschel-Art aus der Familie der Sattelmuscheln (Anomiidae). Sie ist im östlichen Atlantik und seinen Nebenmeeren beheimatet.

## Merkmale
Das ungleichklappige Gehäuse ist gerundet rechteckig; oft etwas höher als lang. Es wird bis etwa 4 cm lang und ist sehr flach, d. h. die Klappen sind kaum ausgewölbt. Die Gehäuseform ist variabel und wird durch Untergrund beeinflusst, an den das Gehäuse mit dem verkalkten Byssus angeheftet ist. Der Gehäuserand ist unregelmäßig, aber glatt (nicht etwa gezähnelt). Der Wirbel sitzt in etwa in der Mitte, etwas vom Gehäuserand abgesetzt. Das birnenförmige Byssusloch in der rechten oder unteren Klappe ist meist nicht verschlossen. Außen weist die linke (und obere) Klappe 20 bis 60 radiale Leisten auf, die unregelmäßig sind und oft durch die Anwachsstreifen unterbrochen sind. Die rechte, untere Klappe ist dünn, zerbrechlich und transparent, die linke, obere Klappe ist zwar auch dünn, aber festschalig und nicht durchscheinend. Das Schloss ist zahnlos, gelegentlich mit Andeutung eines Längsrücken direkt über dem Ligament. Das Ligament ist eine halbmondförmige Grube unterhalb der Wirbel.
Auf der linken oder oberen Klappe sind Schließmuskel- und Byssusmuskeleindruck getrennt; auf der rechten Klappe ist nur der Schließmuskeleindruck vorhanden. Der mehr zum dorsalen Gehäuserand gelegene Byssusretraktor ist viel größer und deutlich vom viel kleineren Schließmuskel abgesetzt. Die Periostracum ist meist nicht (mehr) vorhanden. Die obere Klappe ist hellbräunlich bis braun. Innen ist die Schale weißlich, in der Mitte leicht grünlich oder gelblich getönt.

### Ähnliche Arten
Bei der nordeuropäischen Art Pododesmus squama sind Schließmuskel- und Byssusmuskeleindruck auf der linken Klappe miteinander verschmolzen. Die Sattelmuschel (Anomia ephippium) ist deutlich größer und hat in der linken Klappe drei Muskeleindrücke. Bei der Kleinen Sattelmuschel (Heteranomia squamula) fehlen die Radiärrippen auf der Oberfläche der linken Klappe. Die linke Klappe weist zwei Muskeleindrücke auf, die durch eine feine Linie voneinander getrennt sind.

## Geographische Verbreitung und Lebensweise
Die Große Sattelmuschel kommt im Nordatlantik von Island und Nordnorwegen bis ins Mittelmeer und entlang der afrikanischen Küste bis Angola vor sowie auch auf den Azoren. Sie lebt vom Flachwasser bis in rund 1.400 Meter Wassertiefe.
Die Große Sattelmuschel liegt mit der rechten Klappe und mit dem verkalkten Byssus festgewachsen auf Steinen, Muschel- und Schneckengehäusen. Die Oberseite der oben liegenden linken Klappe ist meist dicht mit Seepocken, Röhrenwürmern und Algen bewachsen. Sie ernährt sich von Plankton, das sie mit den Kiemen aus dem Wasser filtert.

## Taxonomie
Das Taxon wurde 1761 von Carl von Linné als Anomia patelliformis aufgestellt. Die Art wird heute zur Gattung Pododesmus Gray, 1850 gestellt.

## Belege

### Online
- Marine Bivalve Shells of the British Isles: Pododesmus patelliformis (Linnaeus, 1761)